# Carlos Morales Abarzúa
Carlos Morales Abarzúa (Parral, 2 de septiembre de 1915 - México D. F., 2 de octubre de 1988) fue un abogado y político chileno, dirigente del Partido Radical y  diputado.

## Biografía
Hijo de Joaquín Morales y Juana Abarzúa, estudió en el Liceo de Parral y después en el Internado Nacional Barros Arana. Ingresó en la Universidad de Chile, donde se tituló de abogado en 1943; la memoria se llamó La caja de previsión de la Marina Mercante Nacional.

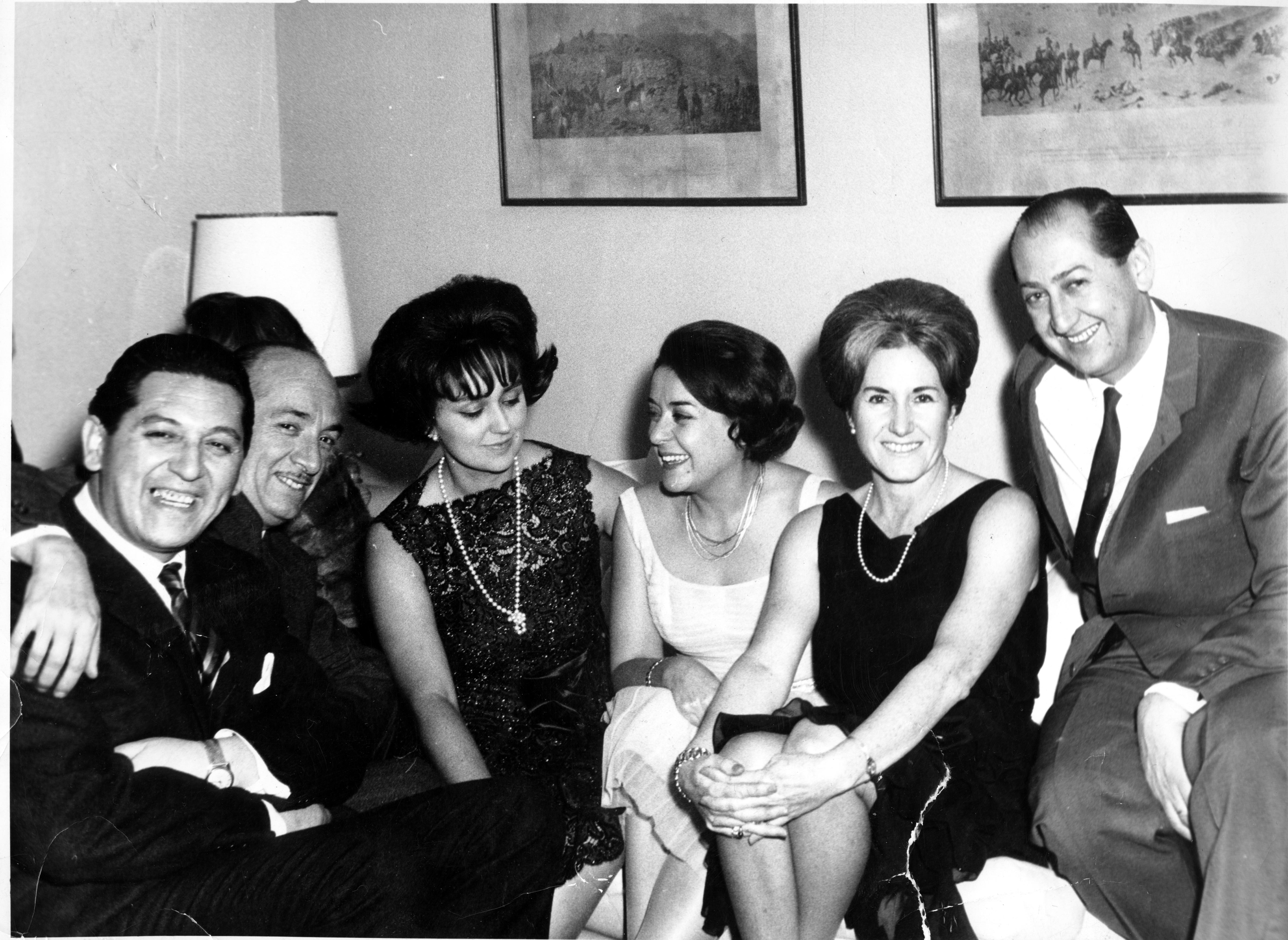
Carlos Morales con Raúl Fernández Longe y Hugo Miranda (la esposa de este, Cecilia Bachelet es la 3ª, después de RFL)

Un año antes de titularse, se casó con Aída Rosa Sanhueza Sagardía, con quien tuvo una hija. Morales Abarzúa tendría otros dos matrimonios: con Elda del Carmen Dell'Omodarme Bonomi (un hijo) y ya en la emigración, en México, con Marta Ruth Iglesias Soto (19 de agosto de 1988).
Desde 1944, se desempeñó como abogado conservador de marcas del Ministerio de Economía y fue vicepresidente de la Agrupación Nacional de Empleados Fiscales.
Inició sus actividades políticas en la Juventud Radical y llegó a ser presidente Partido Radical (29 de junio de 1969; reelegido en 1971; renunció el 14 de febrero de 1972).
En 1957 se convirtió en diputado por Santiago y fue reelegido en tres oportunidades; en la Cámara encabezó el comité parlamentario del Partido Radical y trabajó en diversas comisiones.
Después del golpe de Estado de 1973 fue encarcelado por la dictadura de Augusto Pinochet, primero en el Campo de Concentración de Isla Dawson y después en otras prisiones.
Dos años más tarde se exilió en México, donde se desempeñó como profesor en la Facultad de Ciencias Políticas y Sociales de la UNAM. Allí publicó, en 1981, el libro La Internacional Socialista (Editorial Patria Grande, ISBN 968-474-003-4).
Falleció en México, D.F., el 2 de octubre de 1988 casado en terceras nupcias con Marta Ruth Iglesias Soto.

## Historial electoral

### Elecciones parlamentarias de 1961
- Elecciones parlamentarias de 1961 para la 7ª Agrupación Departamental, Santiago.[3]

(Se consideran solo diez primeras mayorías, sobre 18 diputados electos)

### Elecciones parlamentarias 1969
- Elecciones Parlamentarias de 1969 para la 7ª Agrupación Departamental, Santiago.[4]

(Se consideran sólo diez primeras mayorías, sobre 18 diputados electos)

### Elecciones parlamentarias 1973
- Elecciones Parlamentarias de 1973 para la 10ª Agrupación Provincial, Chiloé, Aysén y Magallanes.[5]